# Казе Сан Франческо (Ређо Емилија)
Казе Сан Франческо је насеље у Италији у округу Ређо Емилија, региону Емилија-Ромања.
Према процени из 2011. у насељу је живело 24 становника. Насеље се налази на надморској висини од 25 м.